# Pär Thörn

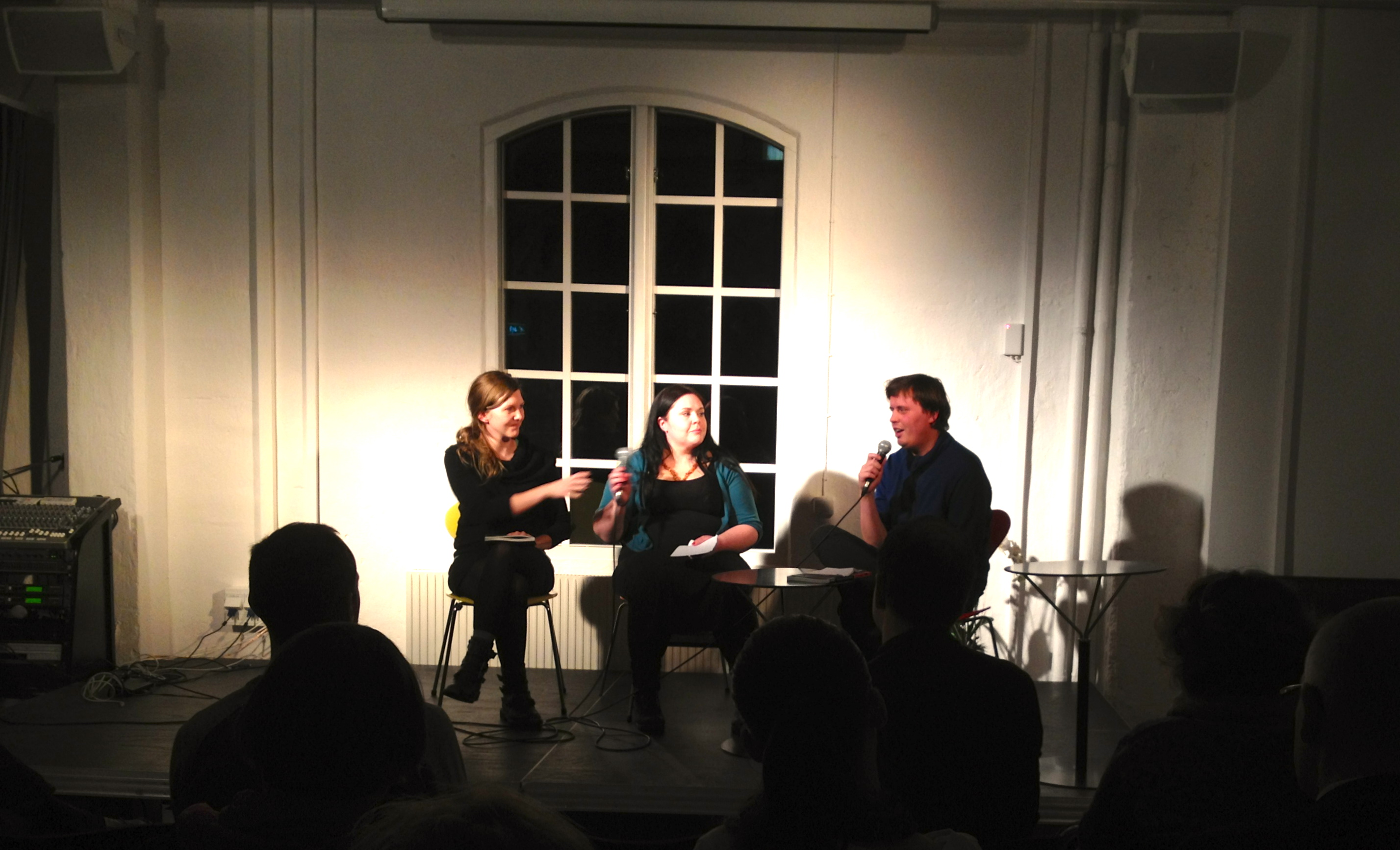
Pär Thörn (t.h.) i samtal med Malin Biller i Litteraturhuset i Göteborg 2013.

Pär Oskar Thörn, född 22 januari 1977 i Uddevalla, är en svensk ljudkonstnär, performanceartist och avantgardistisk poet, bosatt i Göteborg. 
Thörn skriver prosa i en absurdistisk stil (till exempel med flera nivåer av parenteser (vilket annars mest förekommer i datorprogram (speciellt i språket LISP))) eller med absurda motiv.

## Biografi
Under slutet av 1990-talet gav Thörn ut fanzinet Storno, där artiklar om bullermusik, experimentell konst och tecknade serier blandades med cyniska betraktelser över universitets- och korridorsliv i Linköping och Lund. Hans debutbok Kändisar som jag har delat ut post till (2002) skrevs medan Thörn var brevbärare i Stockholm. Han bad en handfull kändisar att skriva varsitt kapitel, som han sedan redigerade ihop till en bok. Både Kändisar och En kväll inbillade jag mig att jag var psykiskt sjuk (2005) gav han ut på eget förlag.
Dagens Nyheter kallade honom i juni 2008 "Sveriges just nu viktigaste författare". Som inspiration framhåller han själv Fluxus, Åke Hodell, Öyvind Fahlström och Sten Hanson. Sin encyklopediska ådra har han lagt i dagen när han i Mutationer av Anna-Greta Leijon (2007) citerade Nationalencyklopedin och genom den detaljerade dokumentationen av kunskapsmaskinen Din vän datamaskinen (2008), så kanske finns även en koppling till Jorge Luis Borges.
Han har gett ut kassetten/ljudboken Följ bara anvisningarna. Han lär ha uppträtt på Arvikafestivalen 2002.
I december 2005 fick han Åke Hodell-stipendiet om 20 000 kronor av föreningen Fylkingen för "ett socialt engagerat och originellt konstnärsskap [sic!], där det oväntade och kompromisslösa står sida vid sida med ett innovativt användande av såväl gamla som nya tekniker".

## Priser och utmärkelser
- Åke Hodell-stipendiet 2005